# 雅各比·罗兰
雅各比·罗兰（匈牙利語：Jacobi Roland，1893年3月9日—1951年5月22日），匈牙利男子乒乓球运动员。他是世界乒乓球锦标赛历史上第一位男子单打冠军，共获得4枚世锦赛金牌。